# Urban Sketchers

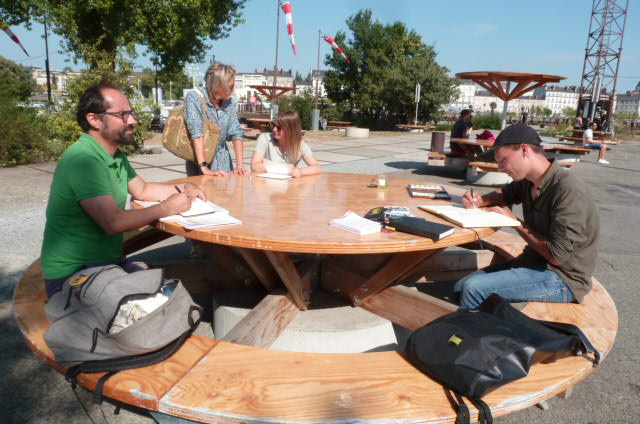
Drei Urban Sketchers zeichnen in Nantes, Frankreich

Urban Sketchers (USk) sind eine weltweite Gemeinschaft von Künstlern, die vor Ort die Städte, Orte und Dörfer zeichnen, in denen sie leben oder zu denen sie reisen. Ihre Zeichnungen stellen eine Art visuellen Journalismus dar, der das Leben so zeigt, wie die Künstler es vor ihren Augen geschehen sehen.
Die Urban-Sketchers-Bewegung wurde 2007 in Seattle (USA) von Gabriel Campanario ins Leben gerufen und umfasst mittlerweile Tausende von Künstlern aus aller Welt. Das „Urban-Sketchers-Manifest“ wurde in zahlreiche Sprachen übersetzt und stellt für das lose Netzwerk lokaler, regionaler und nationaler Urban-Sketching-Gemeinschaften eine verbindende Orientierung dar.
Das USk-Motto ist „We show the world, one drawing at a time!“ („Wir zeigen die Welt, Zeichnung für Zeichnung!“). Diese einfache zentrale Idee treibt das Urban-Sketchers-Projekt an, die Welt zu zeichnen und die in diesem Kontext entstandenen Arbeiten sowie die damit verbundenen Aktivitäten via Blogs und soziale Netzwerke zu teilen. Die Bewegung ist integrativ, ob professioneller Künstler oder begeisterter Amateur, unabhängig vom Können sind alle willkommen.

## Geschichte
Urban Sketchers startete 2007 als Gruppe in Flickr, einer Online-Fotoplattform. Der Gründer Gabriel Campanario ist ein in Seattle lebender, spanischer Journalist und Illustrator. Er arbeitet als Künstler und Journalist sowohl für die Druckausgabe als auch die Blogs der Zeitung The Seattle Times. Als nach und nach immer mehr Künstler begannen, ihre Arbeit im Web zu teilen, gründete Campanario eine Gruppe, um journalistisches Zeichnen zu fördern, welches das wirkliche Leben so zeigt, wie es im Umfeld der Künstler jeden Tag geschieht.
Ein Jahr später, 2008, gründete Campanario den Urban Sketchers Blog. Die Mitarbeit im Blog erfolgt über Einladung und ist auf 100 Zeichner beschränkt. Der Begriff Urban Sketchers-Korrespondent wurde geprägt. Die Korrespondenten werden von Campanario eingeladen und verpflichten sich, regelmäßig journalistische Zeichnungen im Blog zu zeigen. Diese Zeichnungen werden durch Texte ergänzt, die den Hintergrund der Zeichnung und ihre Entstehung erläutern.
Der Urban Sketchers-Blog gewann seit 2008 kontinuierlich an Popularität und lockte zunächst hunderte, bald schon tausende Besucher täglich an. 100 talentierte Blogkorrespondenten veröffentlichen eine Vielfalt von Zeichnungen, die den Bloginhalt aktuell und attraktiv für die Leser gestalten. Besucher und Leser können virtuell um den Globus reisen und die Welt mit den Augen der Urban Sketchers betrachten.

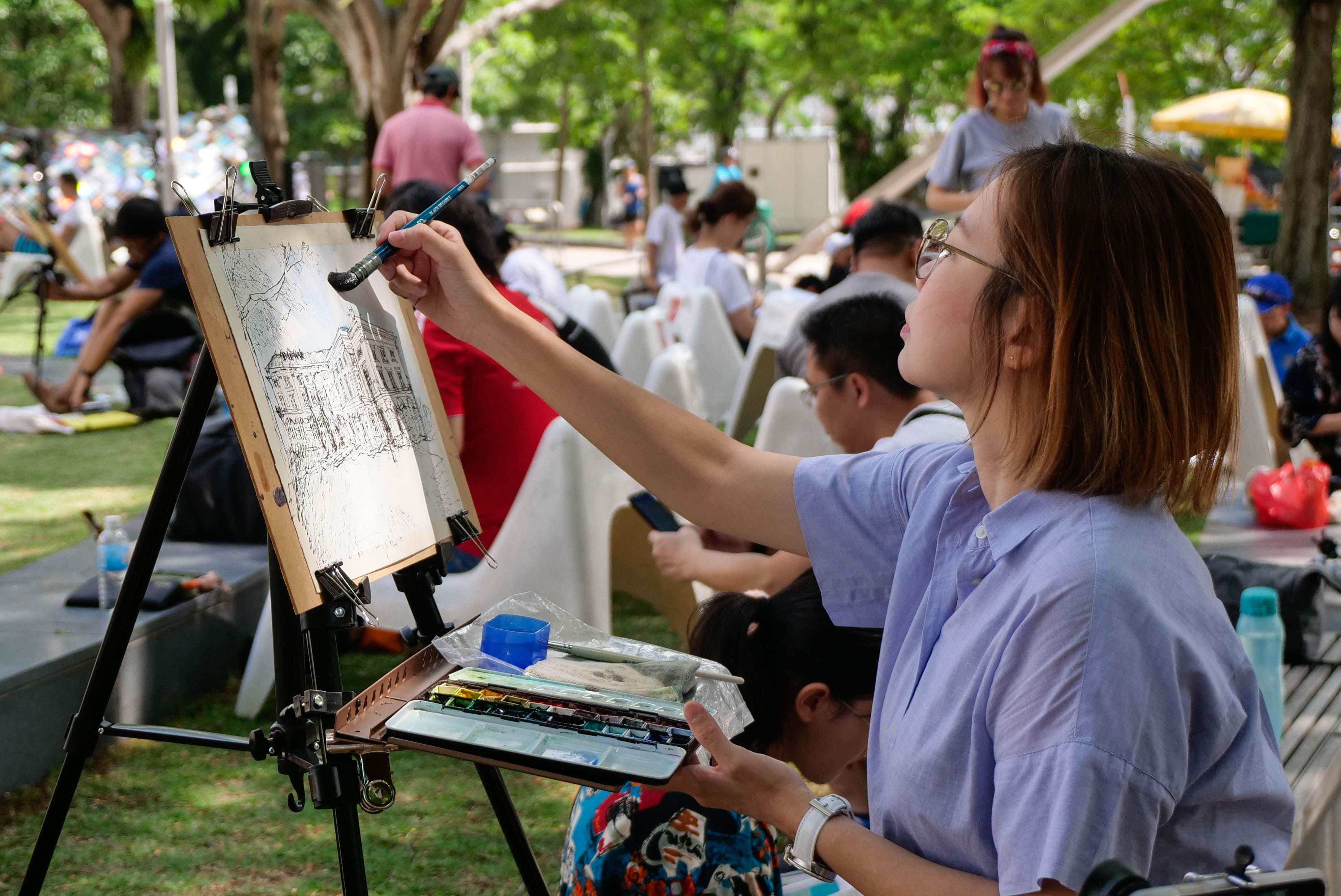
Urban Sketchers vor dem Asian Civilisation Museum in Singapur

Urban Sketchers stellt Ereignisse des täglichen Lebens dar, Szenen aus Großstädten, kleinen Städten und ländlichen Gebieten. Gebäude, Menschen, Parks, Märkte, Flugzeuge, Züge und Autos, Geschäfte, Cafés, all das, was beobachtbar ist, findet seinen Weg in die Skizzenbücher der Urban Sketchers. Getreu ihrem journalistischen Anspruch schaffen die Künstler eine visuelle Chronik ihres Lebens. Die Zeichner verwenden unterschiedlichste Zeichentechniken und -materialien. Diese reichen von einfachen Bleistift- und Tintenzeichnungen über verschiedene Aquarelltechniken bis zur Anwendung digitaler Medien auf Mobiltelefonen und Tablets. Urban Sketchers benutzen beliebige Materialien für ihre Arbeit und teilen ihr Wissen um Methoden und Materialien freigebig und großzügig im Sinne des Manifests.
Tausende von Zeichnern aus den unterschiedlichsten Regionen der Welt treten miteinander über verschiedene soziale Netzwerke in Kontakt: über Facebook, Twitter, Flickr oder das Bloggen. Viele haben keine gemeinsame Sprache, können sich aber über visuelle Darstellungen problemlos verständigen. Zusätzlich zum ursprünglichen Blog mit seinen 100 Korrespondenten gründeten die Zeichner weitere regionale Blogs, Facebook- und Flickr-Gruppen, jeweils inhaltlich und lokal orientiert. Der Geist der Kameradschaft und des Teilens, mit dem Campanario die Gruppe gründete, ist weiterhin stark. Wo auch immer ein Zeichner oder eine Zeichnerin hinreisen mag, kann er die lokalen Künstler kontaktieren und findet sich – im wörtlichen Sinne – über Nacht von gleichgesinnten Freunden umgeben, die er oder sie zuvor nur virtuell kannte.
Im Dezember 2009 etablierte Campanario Urban Sketchers als gemeinnützige Organisation. Ein Leitungsgremium wurde gewählt. Die Aufgabe der Organisation besteht darin, den künstlerischen, erzählenden und bildenden Wert des Vor-Ort-Zeichnens zu steigern und dabei seine Praxis zu fördern und Menschen aus aller Welt, welche diese Art des Zeichnens pflegen, miteinander in Kontakt zu bringen.

## Das Manifest von Urban Sketchers
1. Wir zeichnen vor Ort, drinnen oder draußen, nach direkter Beobachtung.
2. Unsere Zeichnungen erzählen die Geschichte unserer Umgebung, der Orte, an denen wir leben oder zu denen wir reisen.
3. Unsere Zeichnungen sind eine Aufzeichnung der Zeit und des Ortes.
4. Wir bezeugen unsere Umwelt wahrhaftig.
5. Wir benutzen alle Arten von Medien.
6. Wir unterstützen einander und zeichnen zusammen.
7. Wir veröffentlichen unsere Zeichnungen online.
8. Wir zeigen die Welt, Zeichnung für Zeichnung.[2]

## Die Aktivitäten von Urban Sketchers

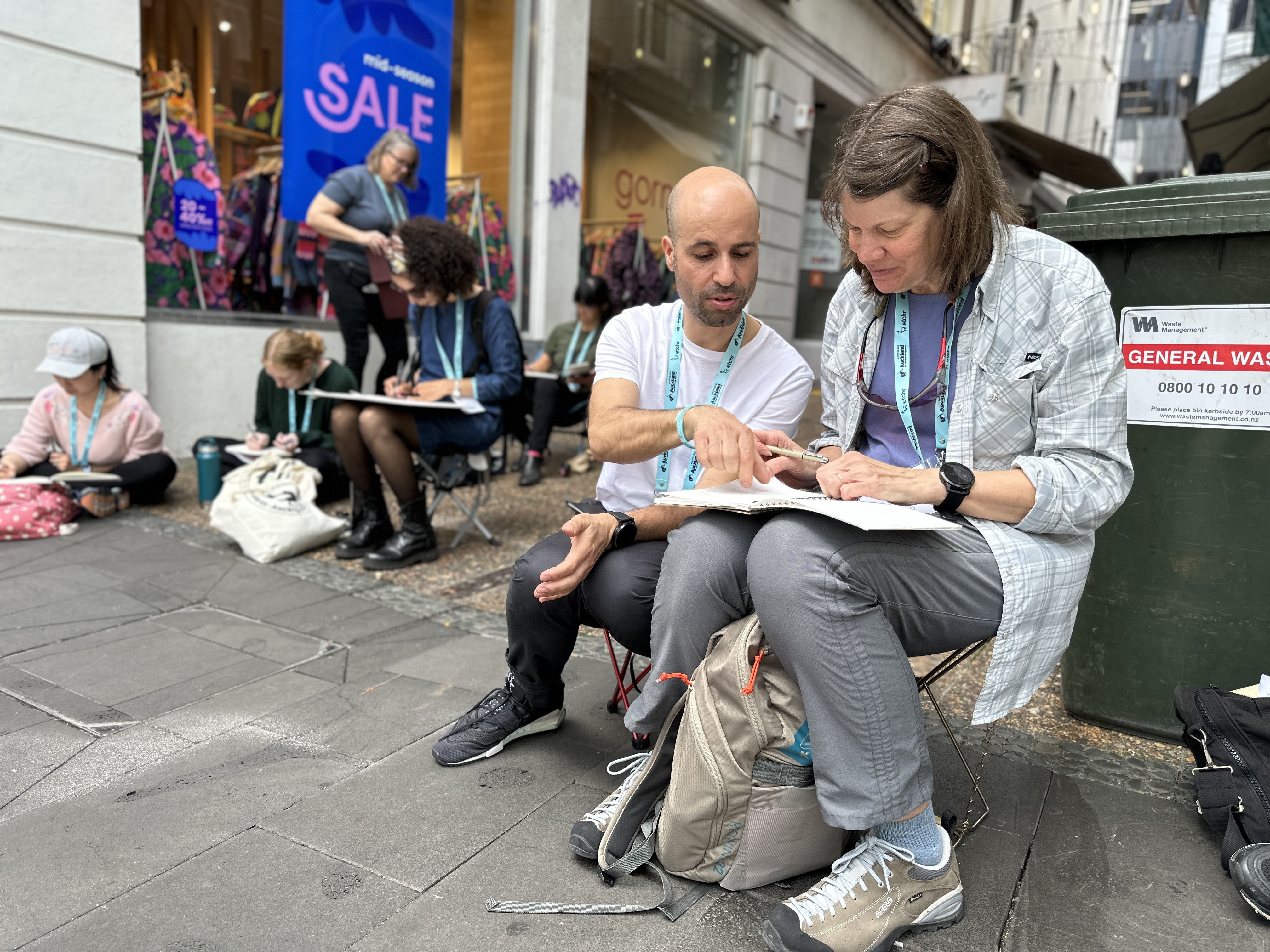
Urban Sketchers beim Urban Sketchers Symposium 2023 in Auckland, Neuseeland

Urban Sketchers sind in der Regel vielfältige Gruppen von Menschen, sie lassen sich keiner einzelnen Kategorie zuordnen. Es gibt Architekten, Künstler, Grafikdesigner, Lehrer, Studenten, Rentner, Computerspezialisten, Musiker und Schriftsteller, mit und ohne Ausbildung im künstlerischen Bereich. Das einzige gemeinsame Merkmal ist ihre Leidenschaft für das Zeichnen, einer Aktivität, die kaum vom technischen Wandel beeinflusst ist, keine Vermarktung benötigt, nur wenige Regeln verlangt und dabei zahllose Möglichkeiten eröffnet.
Die Liste der Materialien und Gerätschaften der Zeichner variiert von Person zu Person. Sie kann lediglich ein Skizzenbuch und einen Bleistift umfassen, oder aber eine vollständige Freiluftausrüstung mit Feldstaffelei. Die übliche Ausstattung passt bereits in eine kleinere Tasche oder einen Rucksack. Viele Zeichner ziehen es vor, mobil zu sein, sie zeichnen stehend oder sitzend, Parkbänke oder Stufen sind willkommene Gelegenheiten, sich vom stehenden Zeichnen zu entspannen. Einige Zeichner führen einen Falthocker mit, um sich an jedem Ort, der eine interessante Skizze verspricht, niederlassen zu können.
Werkzeuge und Materialien werden oft enthusiastisch diskutiert, wenn sich Zeichner im wirklichen Leben oder virtuell treffen. Die Beschaffenheit und die Qualität des Zeichenpapiers erregt großes Interesse, ebenso wie verschiedene Arten von Skizzenbüchern, Füllhaltern, Tinten und Tuschen, Aquarellfarben usw. Da die Zeichner meist unter jeglichen Bedingungen arbeiten, die das lokale Klima an einem beliebigen Tag anbietet, sollten die Materialien an diese Herausforderung angepasst und gleichzeitig transportabel sein. Die Bedingungen können es erforderlich machen, auf dem Boden zu sitzen, durch die Natur zu wandern, eine Kultstätte zu besuchen oder längere Zeit der Witterung ausgesetzt zu sein.

## Die Urban Sketchers-Gemeinschaften
Unter dem Dach von Urban Sketchers haben sich zahlreiche regionale Gemeinschaften formiert. Korrespondenten des internationalen Blogs und der Flickr-Gruppe haben lokale Zeichner zusammengerufen und so lokale Gruppen gegründet. Andere Organisatoren von Zeichengruppen haben diese unter dem Schirm von Urban Sketchers neu versammelt. Urban Sketchers Deutschland, Urban Sketchers Berlin, Urban Sketchers Schweiz, Urban Sketchers Vienna usw. wurden gegründet und haben Dutzende von Zeichnern angelockt. Urban Sketchers Singapur hat beispielsweise Hunderte von Mitgliedern.
Regionale Gruppen funktionieren ähnlich wie die internationale Hauptgruppe. Nahezu alle vertreten die Sicht des Urban Sketcher-Manifests als maßgebliche Richtschnur, während jede Gruppe gleichzeitig seine lokale und kulturelle Individualität pflegt. Viele Gruppen haben ihre eigenen Blogs, zu deren Mitarbeit Korrespondenten nach lokalen Kriterien eingeladen werden sowie Facebook- und Flickr-Gruppen, die für alle offen sind.
In Deutschland gab es bisher fünf Zusammenkünfte von jeweils hundert oder mehr Urban Sketchers aus dem ganzen Land: 2015 in Darmstadt, 2016 in München, 2017 in Eutin, 2018 in Hamburg und 2019 in Augsburg. Der Ablauf gestaltete sich ähnlich wie bei den internationalen Symposien. An drei Tagen trafen sich Zeichner, Organisatoren, Fotografen und freiwillige Helfer zum gemeinsamen Erleben.

## Das Symposium
Als Teil seiner Zielsetzung, das Vor-Ort-Zeichnen zu fördern und Zeichner weltweit miteinander zu vernetzen, organisiert Urban Sketchers die Symposien. Dabei handelt es sich um gesellige Zusammenkünfte von Teilnehmern, bei denen diese über einen Zeitraum von drei Tagen gemeinsam zeichnen, zahlreiche Workshops besuchen, an Podiumsdiskussionen teilnehmen, Vorträge hören, sich gegenseitig persönlich kennenlernen und auch einander zeichnen.

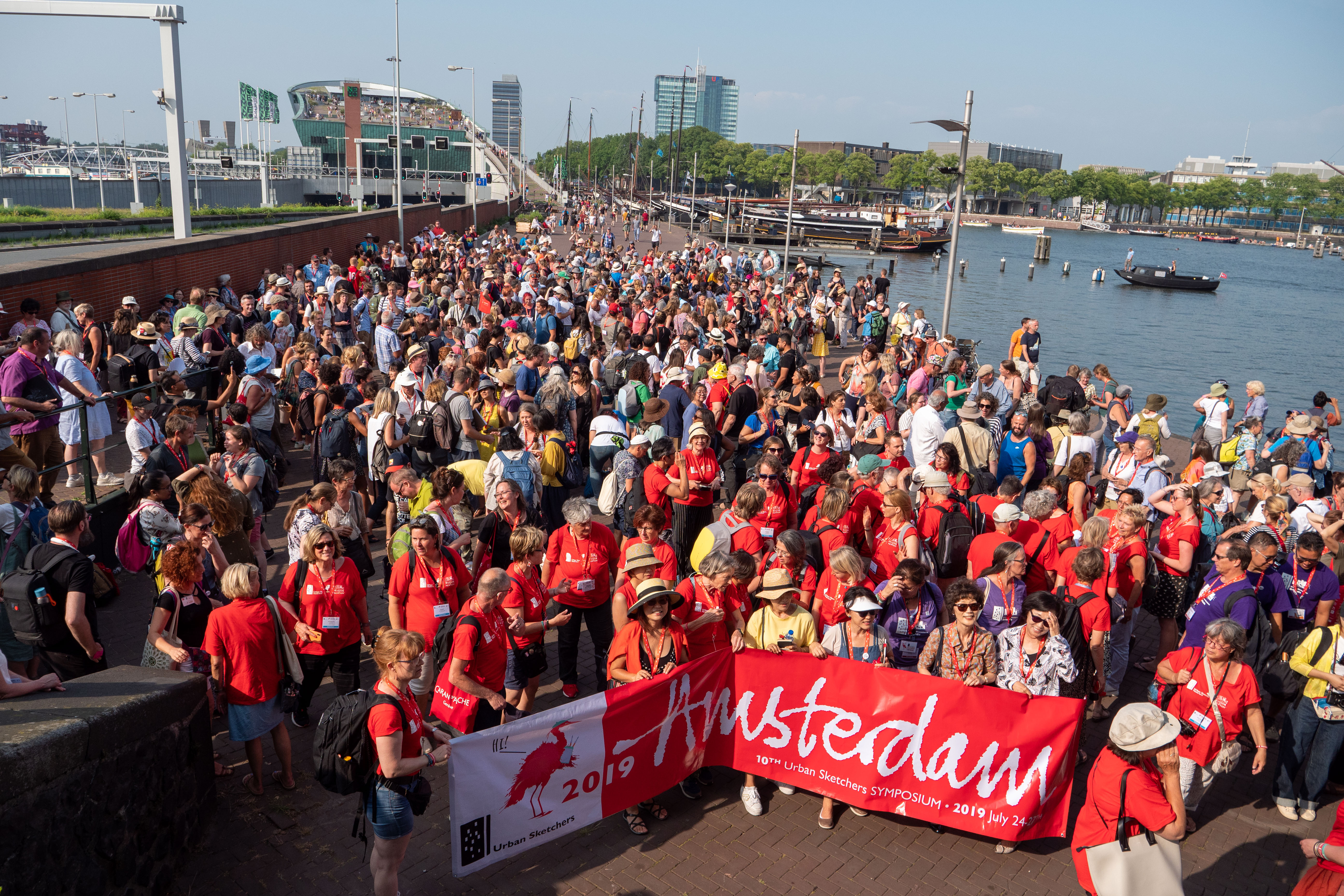
Hunderte von Urban Sketchern 2019 während des 10. Urban Sketchers Symposium in Amsterdam, Niederlande

| Symposium                                     | Datum                                       | Ort               | Land                    |
| --------------------------------------------- | ------------------------------------------- | ----------------- | ----------------------- |
| 1. Internationales Urban Sketchers Symposium  | 29. bis 31. Juli 2010                       | Portland (Oregon) | USA                     |
| 2. Internationales Urban Sketchers Symposium  | 21. bis 23. Juli 2011                       | Lissabon          | Portugal                |
| 3. Internationales Urban Sketchers Symposium  | 12. bis 14. Juli 2012                       | Santo Domingo     | Dominikanische Republik |
| 4. Internationales Urban Sketchers Symposium  | 11. bis 13. Juli 2013                       | Barcelona         | Spanien                 |
| 5. Internationales Urban Sketchers Symposium  | 27. bis 30. August 2014                     | Paraty            | Brasilien               |
| 6. Internationales Urban Sketchers Symposium  | 22. bis 25. Juli 2015                       | Singapur          | Singapur                |
| 7. Internationales Urban Sketchers Symposium  | 27. bis 30. Juli 2016                       | Manchester        | Vereinigtes Königreich  |
| 8. Internationales Urban Sketchers Symposium  | 26. bis 29. Juli 2017                       | Chicago           | USA                     |
| 9. Internationales Urban Sketchers Symposium  | 18. bis 21. Juli 2018                       | Porto             | Portugal                |
| 10. Internationales Urban Sketchers Symposium | 24. bis 27. Juli 2019                       | Amsterdam         | Niederlande             |
| 11. Internationales Urban Sketchers Symposium | (2020) Abgesagt wegen der COVID-19-Pandemie | Hongkong          | China                   |
| 11. Internationales Urban Sketchers Symposium | 19. bis 22. April 2023                      | Auckland          | Neuseeland              |
| 12. Internationales Urban Sketchers Symposium | 9. bis 12. Oktober 2024                     | Buenos Aires      | Argentinien             |
| 13. Internationales Urban Sketchers Symposium | 20. bis 23. August 2025                     | Posen             | Polen                   |

## Liste deutscher Urban Sketchers‑Gruppen
| Ort               | Bundesland             | Mitglieder        | Website        |
| ----------------- | ---------------------- | ----------------- | -------------- |
| Aachen            | Nordrhein-Westfalen    | 292 Mitglieder    | Facebook       |
| Augsburg          | Bayern                 | 631 Mitglieder    | Facebook       |
| Bamberg           | Bayern                 | 42 Mitglieder     | Facebook       |
| Bayreuth          | Bayern                 | 63 Mitglieder     | Facebook       |
| Berlin            | Berlin                 | 2.218 Mitglieder  | Facebook       |
| Bochum            | Nordrhein-Westfalen    | 295 Mitglieder    | Facebook       |
| Bonn              | Nordrhein-Westfalen    | 265 Mitglieder    | Facebook       |
| Bremen            | Bremen                 | 280 Mitglieder    | Facebook       |
| Coburg            | Bayern                 | 130 Mitglieder    | Facebook       |
| Darmstadt         | Hessen                 | ~40 Mitglieder    | Eigene Website |
| Dessau            | Sachsen-Anhalt         | ~60 Mitglieder    | Facebook       |
| Dortmund          | Nordrhein-Westfalen    | 555 Mitglieder    | Facebook       |
| Dresden           | Sachsen                | 165 Mitglieder    | Facebook       |
| Düsseldorf        | Nordrhein-Westfalen    | 1.541 Mitglieder  | Facebook       |
| Erlangen          | Bayern                 | 170 Mitglieder    | Facebook       |
| Essen             | Nordrhein-Westfalen    | 224 Mitglieder    | Facebook       |
| Eutin             | Schleswig-Holstein     | 203 Mitglieder    | Facebook       |
| Fürth             | Bayern                 | 175 Mitglieder    | Facebook       |
| Frankfurt am Main | Hessen                 | ~1.602 Mitglieder | Eigene Website |
| Freiburg          | Baden-Württemberg      | 241 Mitglieder    | Facebook       |
| Friedrichstadt    | Schleswig-Holstein     | 54 Mitglieder     | Facebook       |
| Fulda             | Hessen                 | 171 Mitglieder    | Facebook       |
| Greifswald        | Mecklenburg-Vorpommern | ~30 Mitglieder    | Facebook       |
| Hagen             | Nordrhein-Westfalen    | 100 Mitglieder    | Facebook       |
| Hannover          | Niedersachsen          | 665 Mitglieder    | Facebook       |
| Hamburg           | Hamburg                | 348 Mitglieder    | Facebook       |
| Heidelberg        | Baden-Württemberg      | ~50 Mitglieder    | Eigene Website |
| Hildesheim        | Niedersachsen          | 62 Mitglieder     | Facebook       |
| Hirschaid         | Bayern                 | 41 Mitglieder     | Facebook       |
| Karlsruhe         | Baden-Württemberg      | 357 Mitglieder    | Facebook       |
| Kiel              | Schleswig-Holstein     | 135 Mitglieder    | Facebook       |
| Köln              | Nordrhein-Westfalen    | ~321 Mitglieder   | Eigene Website |
| Leipzig           | Sachsen                | 528 Mitglieder    | Facebook       |
| Lübeck            | Schleswig-Holstein     | 298 Mitglieder    | Facebook       |
| Lüneburg          | Niedersachsen          | 29 Mitglieder     | Facebook       |
| Magdeburg         | Sachsen-Anhalt         | 66 Mitglieder     | Facebook       |
| Mainz             | Rheinland-Pfalz        | ~120 Mitglieder   | Eigene Website |
| München           | Bayern                 | 1.078 Mitglieder  | Facebook       |
| Münster           | Nordrhein-Westfalen    | 296 Mitglieder    | Facebook       |
| Neumark           | Bayern                 | 64 Mitglieder     | Facebook       |
| Nürnberg          | Bayern                 | 395 Mitglieder    | Facebook       |
| Oldenburg         | Niedersachsen          | 180 Mitglieder    | Facebook       |
| Potsdam           | Brandenburg            | 317 Mitglieder    | Facebook       |
| Regensburg        | Bayern                 | 293 Mitglieder    | Facebook       |
| Rostock           | Mecklenburg-Vorpommern | ~30 Mitglieder    | Facebook       |
| Rügen             | Mecklenburg-Vorpommern | ~20 Mitglieder    | Facebook       |
| Saarbrücken       | Saarland               |                   |                |
| Schweinfurt       | Bayern                 | 51 Mitglieder     | Facebook       |
| Stuttgart         | Baden-Württemberg      | 1.216 Mitglieder  | Facebook       |
| Tübingen          | Baden-Württemberg      |                   |                |
| Usedom            | Mecklenburg-Vorpommern | ~15 Mitglieder    | Facebook       |
| Wiesbaden         | Hessen                 | 55 Mitglieder     | Facebook       |
| Würzburg          | Bayern                 | 217 Mitglieder    | Facebook       |
| Wörlitz           | Sachsen-Anhalt         | ~36 Mitglieder    | Facebook       |